# Главни надзорник финансија
Главни надзорник финансија (фр. Surintendant des finances) био је министар финансија у Краљевини Француској од 1561. до 1661. Положај је укинут 1661, а створен је положај главног контролора финансија.
Положај главног надзорника финансија је званично успостављен 1561. године за вријеме владавине краља Чарлса IX. Главни надзорник финансија је учествовао на засједањима Краљевског савјета заједно са краљевским ризничарем. Године 1570. положај је накратко замијењен Краљевским савјетом за финансије, али он је распуштен 1574, а положај главног надзорника финансија је поново успостављен.
Положај је, због поткрадања краљевског трезора од стране главног надзорника, укинут и замијењен је поново Краљевским савјетом за финансије. Из тог савјета се издвојио главни контролор финансија који ће убрзо наслиједити положај главног надзорника финансија.